# Blokker (plaats)
Blokker is een dorp in de regio West-Friesland in de Nederlandse provincie Noord-Holland. Blokker is verdeeld in twee delen: Westerblokker en Oosterblokker. Westerblokker maakt deel uit van de gemeente Hoorn, Oosterblokker van de gemeente Drechterland. Westerblokker wordt door onder andere de gemeente en provincie Blokker genoemd. Blokker heeft 4.580 inwoners (2023), waarvan 1.565 in Oosterblokker wonen en 2.380 in Westerblokker.

## Geschiedenis
De plaatsnaam Blokker is de 'verbasterde' naam voor Blokweer(en). Die benaming is een verwijzing naar het rechthoekige en vierkante land dat gevormd werd door de twee sloten die aan weerszijden van het land zijn gelegen. Blokker werd hierbij afgegrensd door de Wijzend (Koewijzend, Bangert en Wijzenddijkje) ten noorden, het Zittend in het oosten, de Blokdijk en de Lageweg ten zuiden en de Holenweg ten westen. Daarnaast viel er nog een stuk land ten zuiden van de lageweg onder Westerblokker, waar sinds de jaren '70 van de twintigste eeuw industriegebied Hoorn 80 gelegen is.
De plaats is al eeuwen opgedeeld in twee delen, al in de 13e eeuw spreekt men over een oostelijk en een westelijk deel. Ooster- en Westerblokker waren dan ook zelfstandige dorpen met een eigen bestuur en een eigen kerk. Na de Reformatie gingen de kerken over naar één gereformeerde gemeente met een gezamenlijke predikant. De katholieken uit beide dorpen vielen ook onder één statie. Van 1414 tot 1811 vielen Ooster- en Westerblokker onder de Stede Westwoud. In 1812 zijn de beide dorpen samengevoegd tot één gemeente Blokker. Deze situatie bleef tot de gemeentelijk herindelingen van 1979, hierbij ging Westerblokker op in de gemeente Hoorn, Oosterblokker in de gemeente Bangert (hernoemd naar Drechterland) en de Blokdijk in de gemeente Venhuizen.
Oosterblokker komt in 1396 voor als Oesterblocwer, in 1414 als Oisterblocweer en in 1639 als Ooster Blocker. Westerblokker komt in 1289 voor als Westerblokweere, in 1396 als Westerblocwer en in 1639 als Wester Blocker.
Het dorp kreeg in de jaren 1960 landelijke bekendheid doordat in het gebouw van de plaatselijke groenteveiling "Op Hoop van Zegen" optredens van beroemde musici, zoals Louis Armstrong, Benny Goodman, Caterina Valente en Rex Gildo werden georganiseerd door Ben Essinɡ, zoon van de burgemeester van Blokker. De optredens vonden plaats van 1956 tot 1965
In 1964 vond hier het enige publieke Nederlandse optreden plaats van The Beatles, die er in dat "Beatlemania-jaar" op een dag, 6 juni 1964, twee concerten van 25 minuten zouden geven. Het werd er echter maar eentje van 27 minuten. Ter herinnering aan dit concert staat tegenover dit gebouw een monument.

## Bezienswaardigheden
- De Barmhartige Samaritaan, een boerderij uit 1659
- Stellingmolen De Krijgsman, Oosterblokker
- De Hervormde kerk in Westerblokker, toren uit vroege 16de eeuw, schip uit 19de eeuw.
- De dorpskerk (voormalig Pancratiuskerk) in Oosterblokker, einde van de 15de eeuw[6]
- Hoeve Buitenrust met daarnaast een kadetjesland

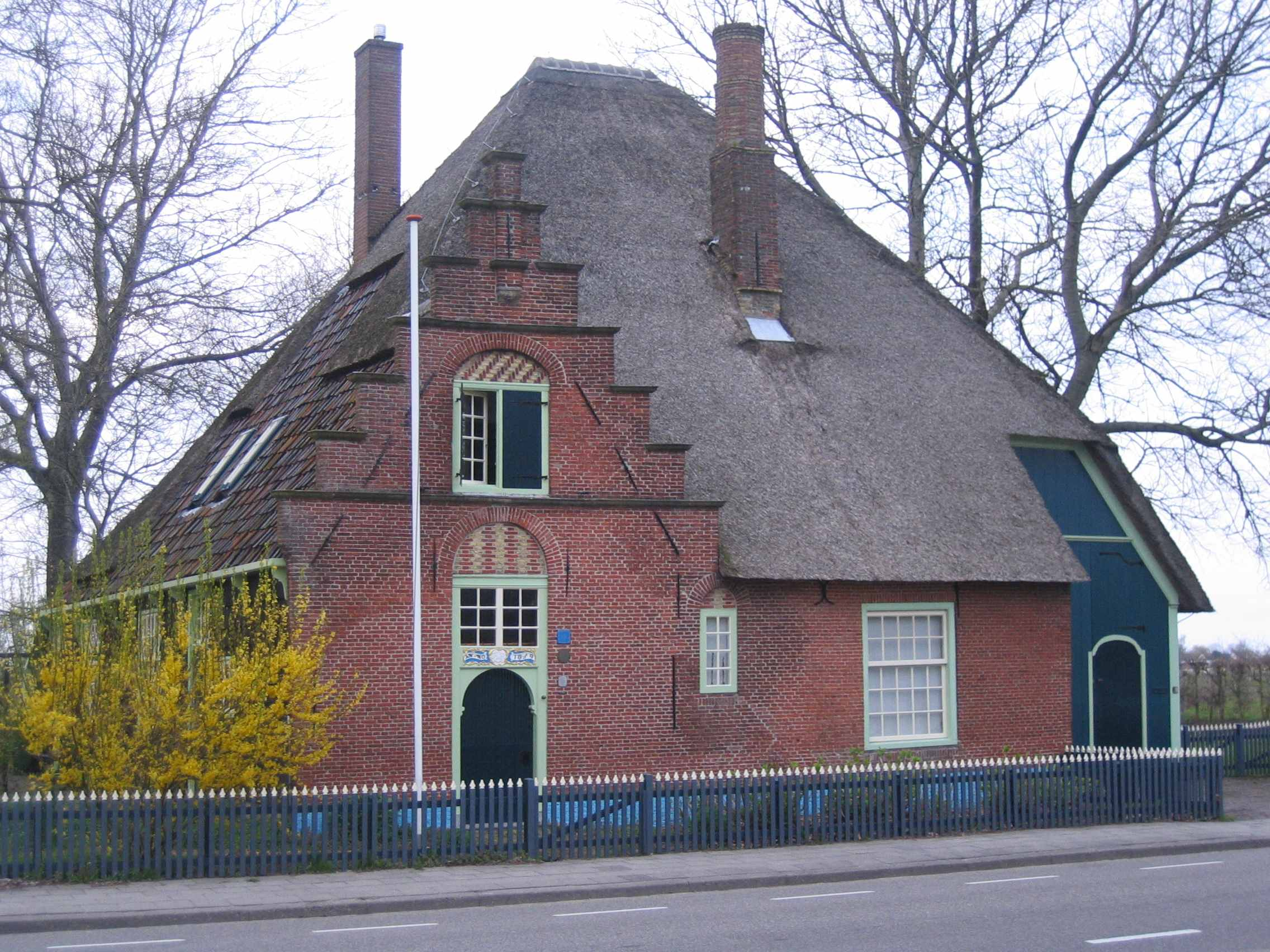
De "Barmhartige Samaritaan"
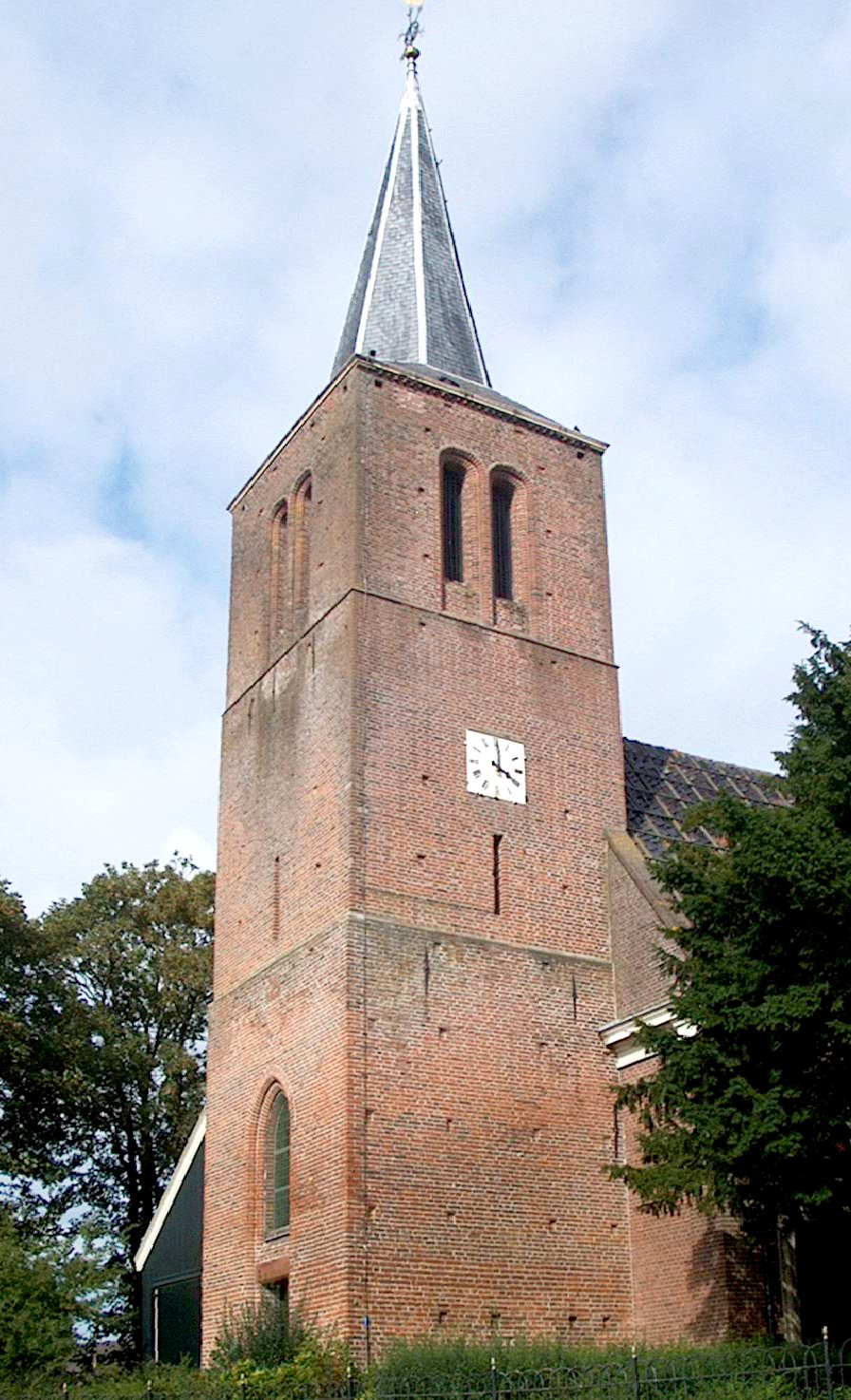
De toren van de Sint Michaël of Dorpskerk
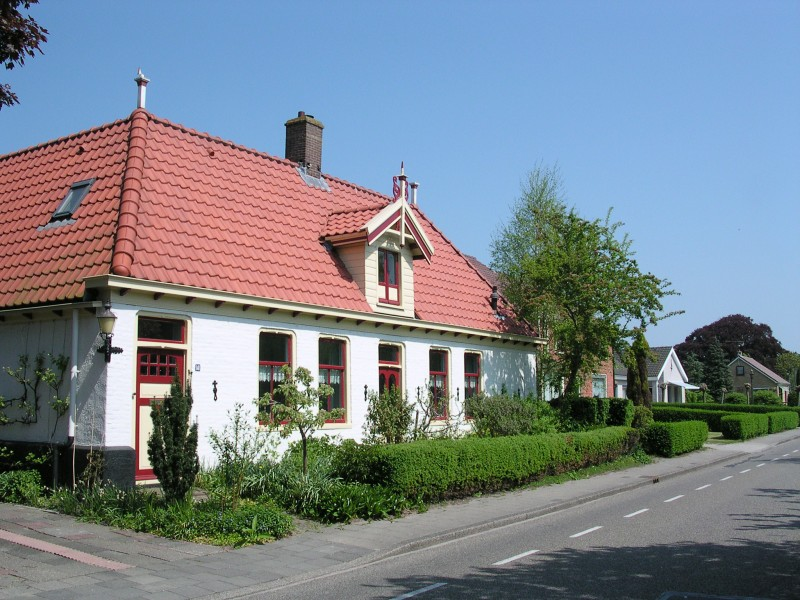
Een voormalige arbeiderswoning in Westerblokker
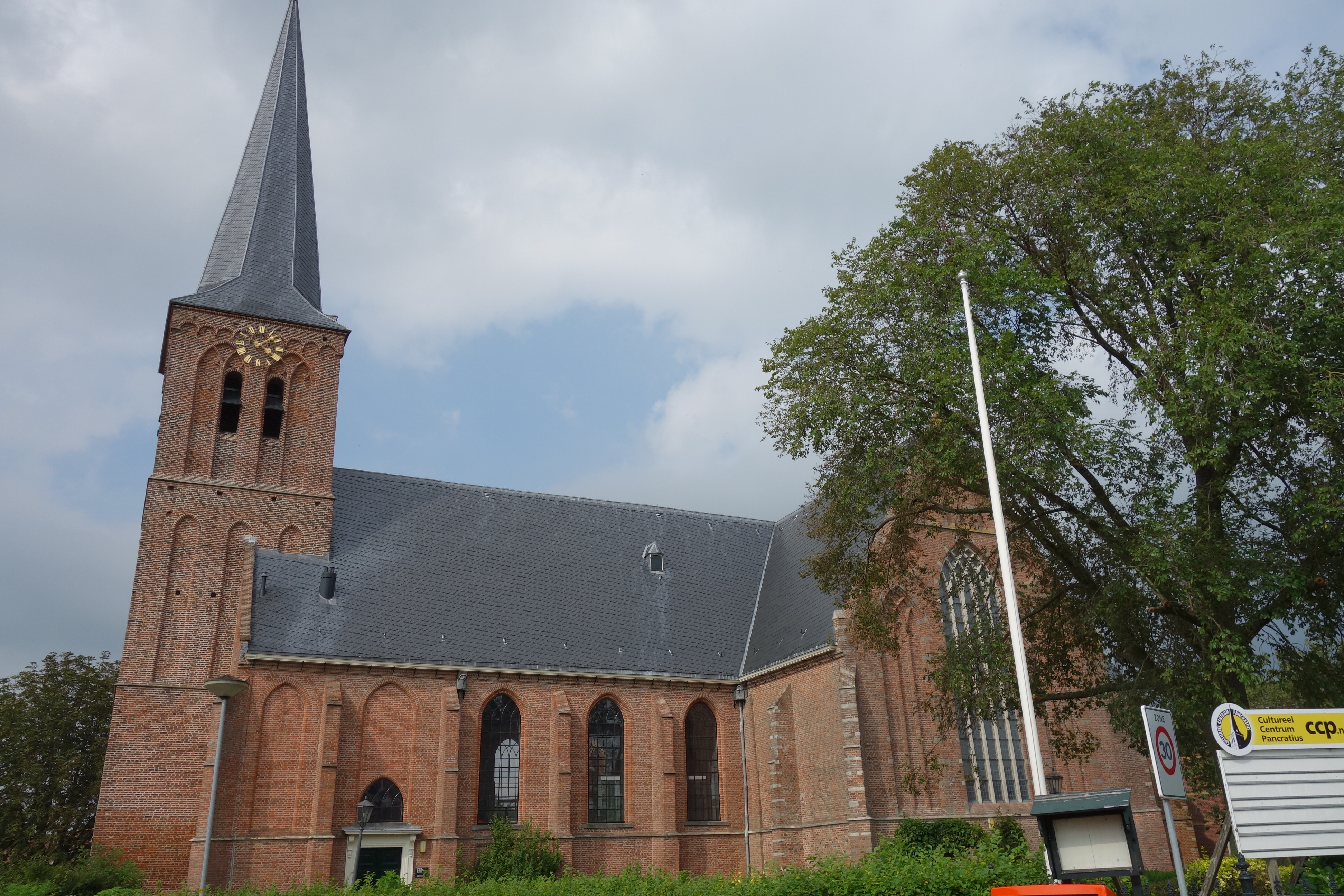
Pancratiuskerk, Oosterblokker
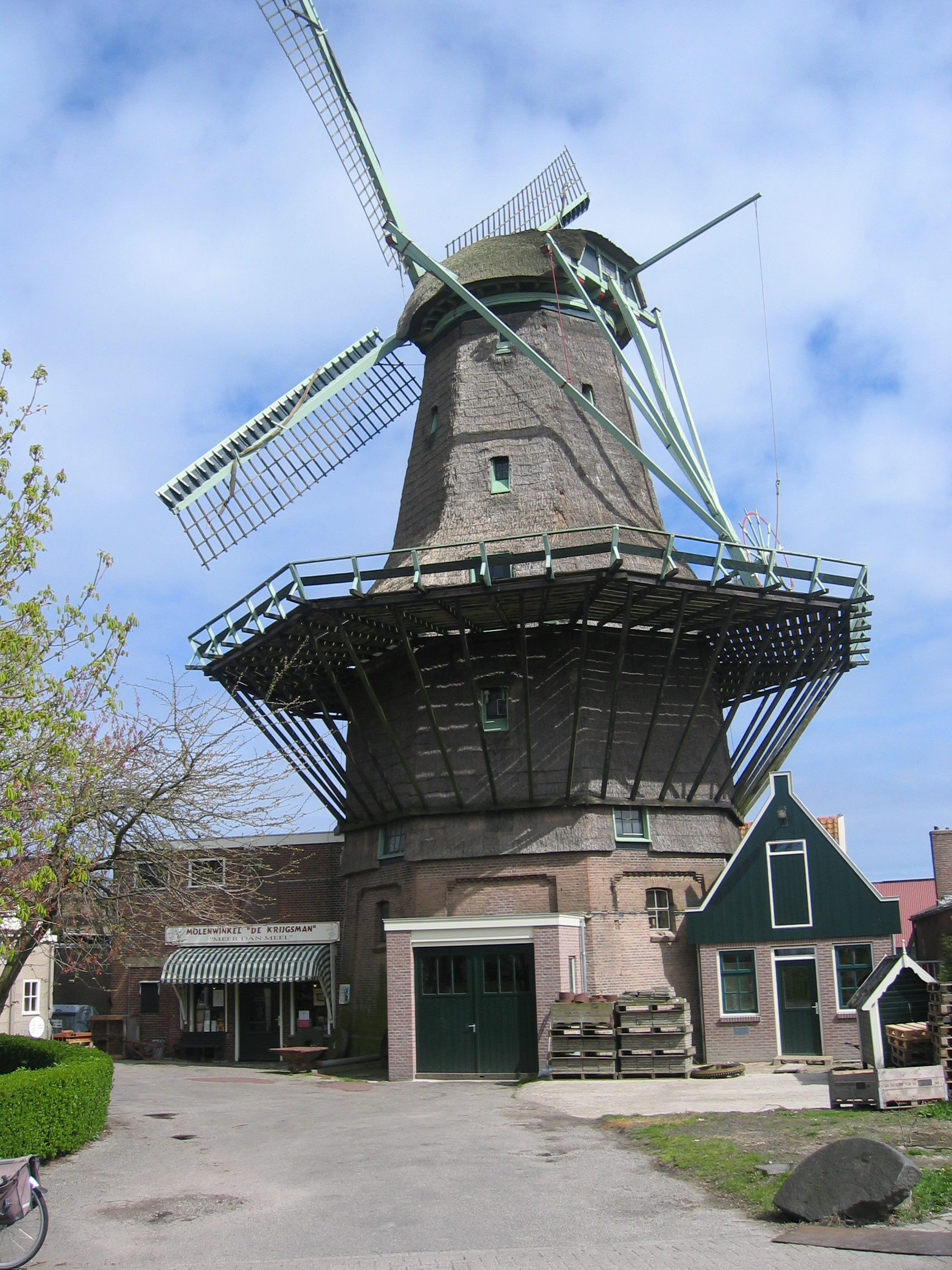
De "Krijgsman", Oosterblokker
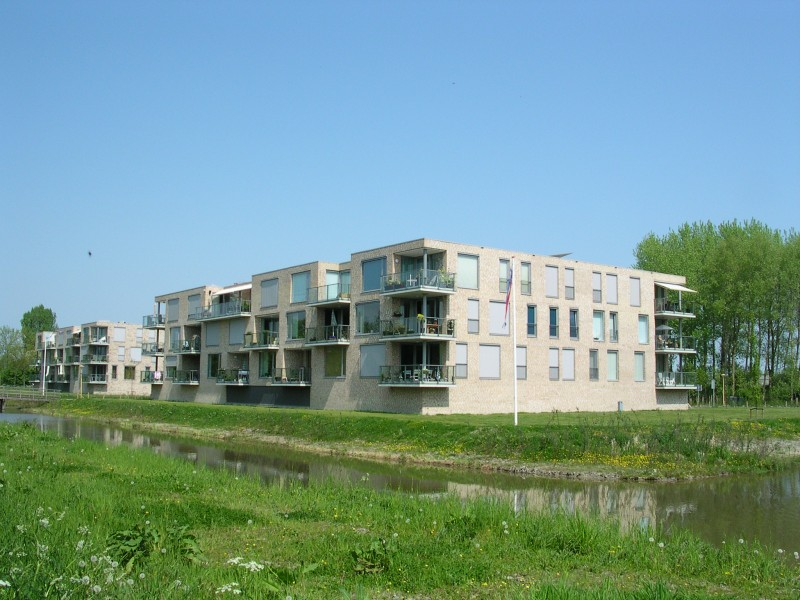
Appartementsblokken aan de rand van Blokker met de stad Hoorn
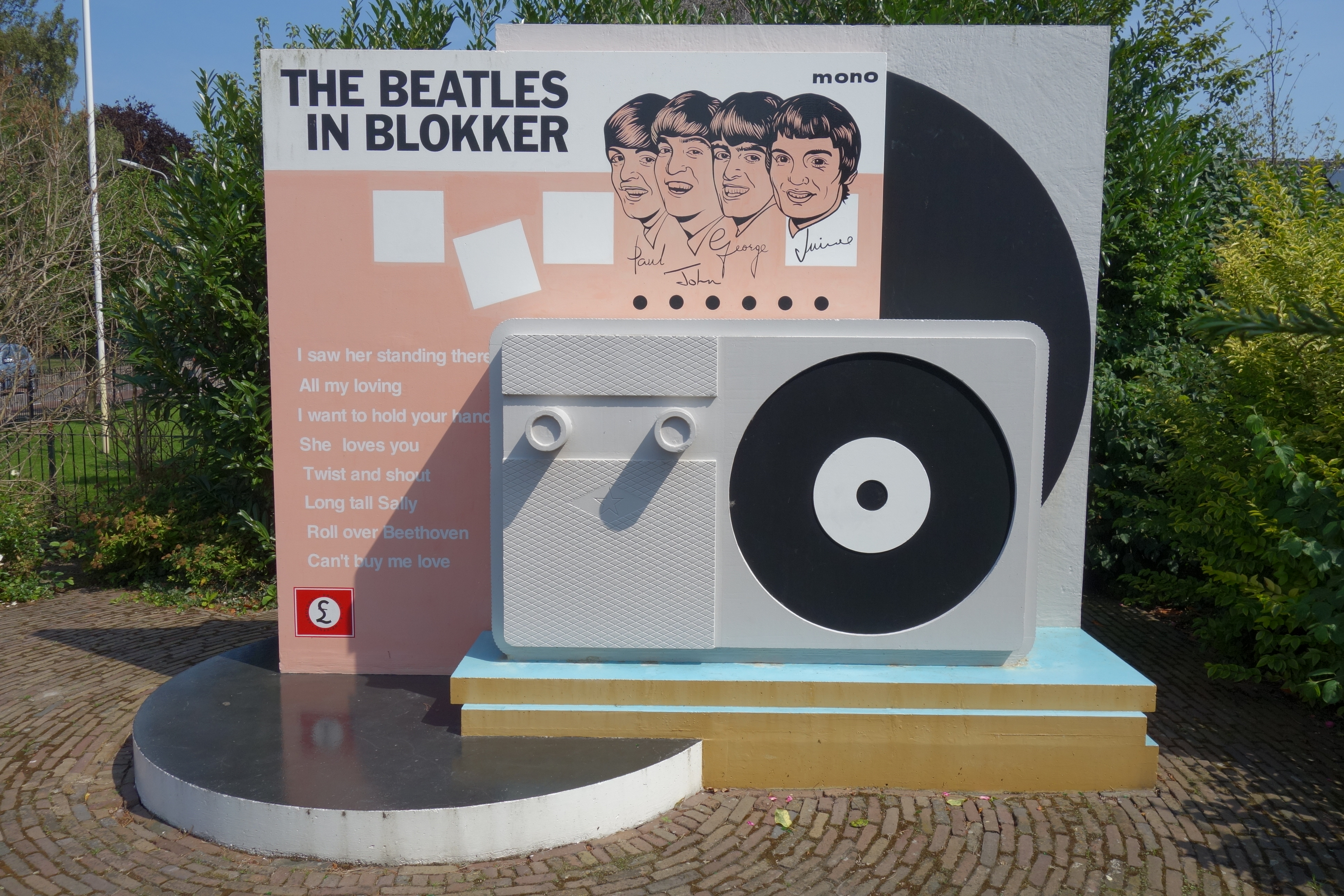
Monument ter herinnering aan de twee concerten van The Beatles (Oosterblokker)

## Geboren in Blokker
- Marjan van Kampen-Nouwen (1962), politica en burgemeester
- Kees Schaper (1991), drummer en dj